# Gare de Narbonne
Gare de Narbonne vasútállomás Franciaországban, Narbonne településen.

## Vasútvonalak
Az állomást az alábbi vasútvonalak érintik:
- Bordeaux–Sète-vasútvonal
- Narbonne–Portbou-vasútvonal
- Narbonne–Bize-vasútvonal

## Kapcsolódó állomások
A vasútállomáshoz az alábbi állomások vannak a legközelebb:
- Coursan
- Gare de Port-la-Nouvelle
- Gare de Lézignan-Corbières